# William John Macquorn Rankine

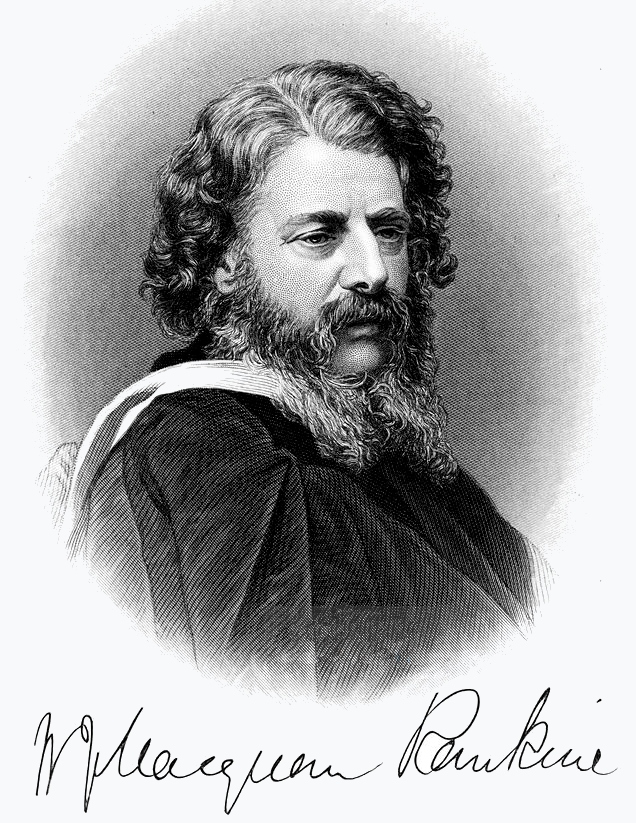
William John Macquorn Rankine

William John Macquorn Rankine (* 5. Juli 1820 in Edinburgh; † 24. Dezember 1872 in Glasgow) war ein schottischer Physiker und Ingenieur.

## Leben und Werk
Rankine war der Sohn einer Bankierstochter aus Glasgow und eines Bauingenieurs und Berufssoldaten. Er ging nur sporadisch zur Schule, da er in seiner Jugend kränkelte, und wurde überwiegend zu Hause unterrichtet, wobei ein Interesse für Mathematik deutlich wurde. Nach der Lektüre von Isaac Newtons Hauptwerk Principia mit 14 Jahren begann er sich für Physik zu interessieren. 1836 bis 1838 studierte er Naturwissenschaften an der Universität Edinburgh, wo er zweimal eine Goldmedaille gewann, einmal für einen Essay über die Wellentheorie des Lichts. 1838 verließ er die Universität ohne Abschluss und wurde Assistent des Bauingenieurs John Benjamin MacNeill (Eisenbahnlinien, Hafenbau, Kanalbau), nachdem er schon als Student beim Bau von Eisenbahnlinien mitarbeitete, den sein Vater leitete. Gleichzeitig begann er Arbeiten zu publizieren, die zum Beispiel von der Institution of Civil Engineers publiziert wurden. 1855 erhielt er den Regius Chair für Bauingenieurwesen und Mechanik in Glasgow. 1857 gründete er die Institution of Civil Engineers of Scotland (und trat deshalb aus der Londoner Bauingenieursvereinigung aus) und wurde ihr erster Präsident (bis 1870). Rankines „Manuals“ über die angewandte Mechanik und das Bauingenieurwesen bildeten einen Markstein in der Ingenieurliteratur des 19. Jahrhunderts.
Rankine gilt als einer der Begründer der Thermodynamik und hat insbesondere wichtige Beiträge zur Theorie der Dampfmaschine geliefert. Dabei baute er auf den Arbeiten von Émile Clapeyron und Sadi Carnot auf. Er führte auch den Namen Energie für die vorher unter Namen wie „lebendige Kraft“ bekannte grundlegende physikalische Größe ein und fasste den Übergang zur Wärme als den Übergang kinetischer Energie in eine Form potentieller Energie auf (Materie bestand in seiner damals verbreiteten mechanischen Vorstellung der Natur aus kleinen Wirbeln). Rankine prägte die Ausdrücke „potentielle“ und „kinetische“ Energie. Seine Ideen zu Kreisprozessen waren denen von Rudolf Clausius ähnlich (Clausius-Rankine-Kreisprozess) und seine thermodynamischen Arbeiten wurden von James Clerk Maxwell aufgegriffen.
Rankine entwickelte auch Methoden zur Berechnung der Kräfteverteilung (Statik) in Rahmenkonstruktionen, untersuchte die Stabilität von Wänden im Bauwesen, den Entwurf und die Hydrodynamik von Schiffen, und schrieb über die Materialermüdung von Metallen, z. B. bei Achsen von Lokomotiven.
Es gibt in der Bodenmechanik eine Erddruckberechnung nach Rankine. Nach der Rankineschen Erddrucktheorie („Rankinescher Sonderfall“) berechnet man den Verlauf des Erddrucks auf Wände mit Hilfe des aktiven und passiven Erddrucks, wobei die Wandreibungswinkel Null sind, was eine rechnerische Vereinfachung darstellt.
1849 wurde Rankine Mitglied der Royal Society of Edinburgh, und 1853 Mitglied der Royal Society in London. Er war Mitglied der Königlich Schwedischen Akademie der Wissenschaften und der American Academy of Arts and Sciences (1866). 1857 erhielt er einen Ehrendoktor des Trinity College in Dublin.
1859 schlug er eine Temperaturskala vor. Die Rankine-Skala ist eine Temperaturskala, die wie die Kelvin-Skala beim absoluten Temperaturnullpunkt ihren Nullwert hat, jedoch im Gegensatz zu dieser den Skalenabstand der Fahrenheit-Skala verwendet. Der Abstand von einem Grad Rankine (Einheitenzeichen: °Ra oder eingeschränkt °R) ist damit gleich dem Unterschied von einem Grad Fahrenheit, jedoch liegt der absolute Nullpunkt bei 0 Grad Rankine oder −459,67 Grad Fahrenheit. Grad Rankine ist keine SI-Einheit. Die Rankine-Skala wurde vor allem in anglophonen Ländern benutzt.
Rankine war auch ein begabter Musiker (Cello, Piano, Gesang), der auch Noten zur Klavierbegleitung eines Liedes über Eisenbahnen The Iron Horse veröffentlichte. Er schrieb auch humorige Gedichte wie The Three Foot Rule gegen das metrische System, die nach seinem Tod 1874 gesammelt und veröffentlicht wurden.
Der Mondkrater Rankine ist nach ihm benannt.

## Wichtigste Werke
- Manual of Applied Mechanics (1858)
- Manual of the Steam Engine and Other Prime Movers (1859)
- Manual of civil engineering (1862)
- Machinery and Millwork (1869)
- Mechanical Textbook (1873)
- On the Thermodynamic Theory of Waves of Finite Longitudinal Disturbance, 1870, Philosophical Transactions, London/Edinburgh, Vol. 160, S. 270–288
- Collected works
- On the stability of loose earth. In: Phil.Trans.Roy.Soc., Band 147, 1857, S. 9–27 (Erddrucktheorie)